# Westinghouse J40

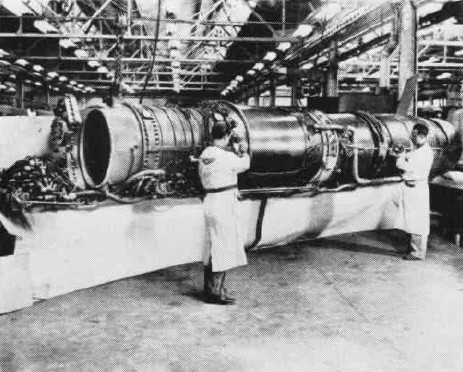
Westinghouse J40 (1952)

Das Westinghouse J40 war ein US-amerikanisches Turbojet-Triebwerk, das ab 1946 im Auftrag des Bureau of Aeronautics der US Navy entwickelt wurde. Es handelt sich um ein Einwellentriebwerk mit einem 10-stufigen Axialverdichter, einer Ringbrennkammer und einer Axialturbine.
Im Juni 1947 schloss man mit der Westinghouse Aviation Gas Turbine Division, einer Tochterfirma von Westinghouse Electric, einen Entwicklungsvertrag. Der erste Prototyp lief im November 1948. Bis zum Frühjahr 1949 lief die Entwicklung im Zeitplan. Eine Weiterentwicklung mit Nachbrenner, das J40-WE-8, wurde begonnen. Das Triebwerk sollte alle neuen Navy-Jagdflugzeuge, so die Grumman XF10F, die McDonnell F3H und die Douglas F4D antreiben. Auch die Douglas A-3 sollte mit dem J40, jedoch ohne Nachbrenner, ausgerüstet werden.
Es gelang jedoch nicht, eine ausreichende Zuverlässigkeit sicherzustellen. Der 150-h-Dauertest konnte erst im Januar 1951 erfolgreich abgeschlossen werden, mit Nachbrenner konnte der Test erst im August 1952 bestanden werden. Kritisch waren Vibrationen des Kompressors. Auch wurde im Flugtest die Reaktionszeit des Triebwerks bemängelt, das für den Übergang von Leerlauf zu Volllast etwa 20 s benötigte, was zu Problemen beim Landeanflug führte. Zu diesem Zeitpunkt standen jedoch bereits leistungsgleiche aber bewährte Triebwerke der Mitbewerber im Einsatz. Das Projekt wurde deswegen 1955 eingestellt, ohne dass es zu einer Serienfertigung gekommen ist.

## Technische Daten (WE-8)
- Schub: 32,9 kN, mit Nachbrenner 48,5 kN
- Durchmesser: 1,02 m
- Länge: 7,62 m
- Gewicht: 1580 kg